# Овиллар (Нижняя Нормандия)
Овилла́р (фр. Auvillars) — коммуна во Франции, находится в регионе Нижняя Нормандия. Департамент коммуны — Кальвадос. Входит в состав кантона Камбреме. Округ коммуны — Лизьё.
Код INSEE коммуны — 14033.

## Население
Население коммуны на 2010 год составляло 220 человек.
| 1962 | 1968 | 1975 | 1982 | 1990 | 1999 | 2010 |
| ---- | ---- | ---- | ---- | ---- | ---- | ---- |
| 224  | 185  | 177  | 158  | 178  | 178  | 220  |

## Экономика
В 2010 году среди 136 человек трудоспособного возраста (15—64 лет) 103 были экономически активными, 33 — неактивными (показатель активности — 75,7 %, в 1999 году было 69,6 %). Из 103 активных жителей работали 99 человек (55 мужчин и 44 женщины), безработных было 4 (2 мужчин и 2 женщины). Среди 33 неактивных 3 человека были учениками или студентами, 17 — пенсионерами, 13 были неактивными по другим причинам.